# Руммель, Карл фон
Карл Христиан Леопольд (Карл Фридрихович) фон Руммель (нем. Carl Christian Leopold von Rummel; 1 ноября 1812, Газенпот, Курляндская губерния — 30 декабря 1887  [11 января 1888], Дерпт, Лифляндская губерния) — российский юрист и педагог; ректор и заслуженный профессор Императорского Дерптского университета, действительный статский советник.

## Биография
Происходил из остзейских дворян; родился 1 ноября 1812 года в Газенноте в семье советника Верхнего надворного суда Фридриха Кристофа фон Руммеля. В тринадцать лет был определён в Митавскую гимназию, курс которой окончил в 1832 году, а затем поступил в Императорский Дерптский университет, в котором с 1835 по 1839 год изучал юриспруденцию и в 1838 году получил золотую медаль за одну из своих работ. В 1839 году Руммель получил степень кандидата юридических наук за диссертацию, напечатанную в 1840 году в Дерпте под заглавием: «Das Verhältniss des Fiscus zu den bona vacantia». 
9 декабря 1840 года, на основании представленной диссертации: «De collatione bonorum а descendentibus facienda secundum juris romani principia» (Дерпт, 1840), Руммель был избран советом Дерптского университета сверхштатным приват-доцентом по части юриспруденции и в этом звании и был утвержден Министром народного просвещения 10 января 1841 года. Избранный затем единогласно Советом университета в нотариусы университетского суда, Руммель утвержден был в этом звании 22 ноября 1841 года; одновременно он держал устные экзамены на степень магистра прав, 1 февраля 1843 года защитил диссертацию: «Zur Lehre von der Einwerfung des Vorausempfangenen nach livesth-und kurländischen Landrecht» (Дерпт, 1843), а 4 марта того же года состоялось утверждение его в степени магистра прав. 
Получив 17 июля 1843 года место штатного приват-доцента провинциального Лифляндского, Эстляндского и Курляндского прав, Руммель в ноябре того же года уволен был от должности нотариуса университетского суда, а в декабре Гейдельбергский университет удостоил его степени доктора прав. Однако, степень эта, приобретенная Руммелем за границей, не давала ему права на звание экстраординарного профессора, ибо по закону русские подданные должны были приобретать ее в отечественном университете; поэтому, избранный Дерптским университетом в экстраординарные профессора по кафедре Лифляндского, Эстляндского и Курляндского прав ещё 1 февраля 1845 года, Руммель, по двукратном ходатайстве за него Университета, лишь 6 июля того же года был допущен к временному исполнению обязанностей экстраординарного профессора, впредь до приобретения им докторской степени в русском университете. Защитив в 1847 году в Дерптском университете диссертацию на степень доктора прав: «De statu actatis secundum juris livonici principia» (Дерпт, 1847), Руммель тотчас же был представлен Советом университета в экстраординарные профессоры, но Министерство утвердило его в этом звании лишь 22 апреля 1849 года. 
10 марта 1851 года Руммель был произведён в надворные советники, 14 декабря того же года — в коллежские советники, а 12 декабря 1852 года утвержден был в должности ординарного профессора по занимаемой им кафедре Лифляндского, Эстляндского и Курляндского прав, будучи представлен Университетом в эту должность ещё 10 марта 1852 года. Пожалованный 5 января 1854 года в чин статского советника, Руммель 17 июля того же года утвержден был председателем апелляционного и ревизионного суда Дерптского Университета и 1 января 1859 года был назначен деканом Юридического Факультета на четыре года. 1 января 1855 года Руммель вновь был утвержден деканом юридического факультета на четыре года, а 18 сентября того же года утвержден заступающим место Проректора Дерптского университета, тоже на четыре года, и затем был вновь утвержден в должностях впредь на четыре года: Декана юридического факультета с 1 января и заступающего место Проректора университета — с 24 сентября 1863 года. 
За особые труды, понесенные при составлении 3-й части «Свода местных узаконений», Руммель 10 июня 1865 года получил орден Святой Анны 2-й степени с короною, а 4 февраля 1866 года утвержден был Проректором Дерптского Университета на три года, с увольнением от должности Декана юридического факультета. В 1867 году Руммель утвержден был вновь (4 февраля) председателем апелляционного и ревизионного университетского суда и уволен (20 февраля) от должности Проректора университета.
Выслужив 25 лет по учебной части, Руммель 12 мая 1867 года оставлен был при Дерптском университете ещё на пять лет, а 13 сентября того же года вновь избран деканом юридического факультета, которым и был вплоть до самой отставки 3 июня 1872 года, хотя он и баллотировался в Совете университета, чтобы сохранить должность на следующую пятилетку, но набрал недостаточно голосов. 
20 декабря 1868 года Руммель получил чин действительного статского советника, 18 августа 1869 года — звание заслуженного профессора и 1 января 1872 года — орден Святого Владимира 3-й степени. 
Помимо исполнения прямых своих обязанностей, Руммель исправлял в 1857, 1868 и 1869 годах должность ректора Дерптского университета, в 1869 — должность Попечителя учебного округа и в 1851 — должность цензора. 
Карл Христиан Леопольд фон Руммель скончался 30 декабря 1887 года в Дерпте.